# Palazzo Prinetti
Il palazzo Prinetti è un palazzo collocato nel comune di Merate, paese situato in provincia di Lecco.
Il palazzo, noto anche come Castello di Merate, fu costruito inizialmente dall'arcivescovo Ariberto d'Intimiano come un castello con fossato, che fu però distrutto nel 1275 durante le guerre civili che coinvolsero i Visconti e i Della Torre. Il castello fu ereditato dal Monastero di San Dionigi di Milano.
L'attuale palazzo fu costruito dall'abate Ercole Visconti nel '700. Una sobria facciata urbana (1740) e pareti di mattoni dovevano essere fiancheggiate da quattro torri, ma ne fu costruita solo una. L'imponente torre fu poi ampliata con un loggiato in stile neo-rinascimentale. Nel 1810 il palazzo fu acquistato dalla famiglia Prinetti. Giulio Prinetti, due volte ministro del Regno d'Italia, ha modificato la struttura aggiungendo soffitti in legno dipinto.
Il sito contiene una cappella-chiesa settecentesca dedicata a San Dionigi. Nel 1946 il palazzo fu acquistato dalla parrocchia e oggi è utilizzato principalmente per riunioni e concerti.